# Togo op de Olympische Zomerspelen 2024
Togo nam deel aan de Olympische Zomerspelen 2024 in Parijs, Frankrijk.

## Aantal deelnemers
Hieronder volgt een overzicht van de atleten die deelnamen aan de Olympische Zomerspelen van 2024.
| Sport    | Mannen | Vrouwen | Totaal |
| -------- | ------ | ------- | ------ |
| Atletiek | 0      | 1       | 1      |
| Roeien   | 0      | 1       | 1      |
| Triatlon | 1      | 0       | 1      |
| Zwemmen  | 1      | 1       | 2      |
| Totaal   | 2      | 3       | 5      |

## Deelnemers en resultaten

### Atletiek

#### Loopnummers
Vrouwen
| atleet       | onderdeel | voorronde | voorronde | series         | series         | herkansingen | herkansingen | halve finale   | halve finale   | finale         | finale         |
| atleet       | onderdeel | tijd      | rang      | tijd           | rang           | tijd         | rang         | tijd           | rang           | tijd           | rang           |
| ------------ | --------- | --------- | --------- | -------------- | -------------- | ------------ | ------------ | -------------- | -------------- | -------------- | -------------- |
| Naomi Akakpo | 100 m     | 12,34     | 5         | niet geplaatst | niet geplaatst | n.v.t.       | n.v.t.       | niet geplaatst | niet geplaatst | niet geplaatst | niet geplaatst |

### Roeien
Vrouwen
| atleet         | onderdeel | series  | series | herkansingen | herkansingen | kwartfinale | kwartfinale | halve finale | halve finale | finale  | finale |
| atleet         | onderdeel | tijd    | rang   | tijd         | rang         | tijd        | rang        | tijd         | rang         | tijd    | rang   |
| -------------- | --------- | ------- | ------ | ------------ | ------------ | ----------- | ----------- | ------------ | ------------ | ------- | ------ |
| Akoko Komlanvi | skiff     | 8.44,88 | 5 H    | 8.43,11      | 5 HE/F       | bye         | bye         | 9.16,28      | 4 FF         | 8.46,73 | 32     |

Legenda: FA=finale A (medailles); FB=finale B (geen medailles); FC=finale C (geen medailles); FD=finale D (geen medailles); FE=finale E (geen medailles); FF=finale F (geen medailles); HA/B=halve finale A/B; HC/D=halve finale C/D; HE/F=halve finale E/F; KF=kwartfinale; H=herkansing

### Triatlon
Individueel
| Atleet       | Evenement | Zwemmen(1.5 km) | Rang 1 | Fietsen (40 km) | Rang 2 | Lopen(10 km) | Totaal Tijd | Ranking |
| ------------ | --------- | --------------- | ------ | --------------- | ------ | ------------ | ----------- | ------- |
| Eloi Adjavon | Mannen    | 25.43           | 55     | LAPPED          | LAPPED | LAPPED       | LAPPED      | LAPPED  |

### Zwemmen
Mannen
| atleet       | onderdeel       | series | series | halve finale   | halve finale   | finale         | finale         |
| atleet       | onderdeel       | tijd   | rang   | tijd           | rang           | tijd           | rang           |
| ------------ | --------------- | ------ | ------ | -------------- | -------------- | -------------- | -------------- |
| Jordano Daou | 50 m vrije slag | 26,56  | 58     | niet geplaatst | niet geplaatst | niet geplaatst | niet geplaatst |

Vrouwen
| atleet       | onderdeel       | series | series | halve finale   | halve finale   | finale         | finale         |
| atleet       | onderdeel       | tijd   | rang   | tijd           | rang           | tijd           | rang           |
| ------------ | --------------- | ------ | ------ | -------------- | -------------- | -------------- | -------------- |
| Adèle Gaïtou | 50 m vrije slag | 32,50  | 72     | niet geplaatst | niet geplaatst | niet geplaatst | niet geplaatst |